# Edgar Wind
Edgar Wind (Berlín, 14 de mayo de 1900 - 12 de septiembre de 1971) fue un historiador del arte alemán exiliado, que se especializó en iconología del Renacimiento. Fue miembro sobresaliente e interdisciplinar de la escuela de historiadores del grupo de Aby Warburg y del Instituto Warburg. Fue el primer profesor de historia del arte en la Universidad de Oxford. 

## Trayectoria
Edgard Wind nació en Berlín, Alemania. Se formó en matemáticas y filosofía en el Instituto de Charlottenburg, y luego en las Universidades de Berlín, Freiburg y Viena. Concluyó su licenciatura en Hamburgo, donde fue el primer discípulo de Erwin Panofsky. 
Explicó en la Universidad de North Carolina entre 1925 y 1927, pero regresó a Hamburgo como investigador ayudante. Allí conoció a Aby Warburg, y fue uno de los que ayudaron a trasladar la Biblioteca Warburg, desde Alemania a Londres, al iniciarse el periodo nazi, en una operación dirigida por Fritz Saxl. 
En Londres, Wind se implicó en el Instituto Warburg, ayudando al famoso Journal of the Warburg and Courtauld Institute en 1937. Durante la Guerra Mundial volvió a los EE. UU.: Universidad de Nueva York, Universidad de Chicago, y Smith College. Fue ayudado en sus indagaciones con una beca Guggenheim en 1950.  
En 1955 Wind regresó a Inglaterra, y fue el primer profesor de historia del arte en la Universidad de Oxford, posición que mantuvo hasta su retiro en 1967. 
Sus obras más famosas fueron Los misterios paganos del Renacimiento, La elocuencia de los símbolos: estudios sobre arte humanista y Arte y anarquía.

## Obras
- Aesthetischer und Kunstwissenschaftlicher Gegenstand, 1924.
- Das Experiment und die Methaphysik, 1934; El experimento y la metafísica.
- Art and Anarchy,  Londres, Faber and Faber, 1963. Tr.: Arte y anarquía, Taurus, 1986 ISBN 978-84-306-1050-1
- Pagan Mysteries in the Renaissance, Nueva York, W.W. Norton, 1968. Tr.: Los misterios paganos del Renacimiento, Barral, 1972; reeditado en Alianza, 1997 ISBN 978-84-206-7144-4.
- The Eloquence of Symbols: Studies in Humanist Art, Oxford, Clarendon Press, 1983. Tr. La elocuencia de los símbolos: estudios sobre arte humanista, Alianza 1993 ISBN 978-84-206-7122-2
- Hume and the Heroic Portrait,  Oxford, Clarendon Press, 1986;  Hume y el retrato heroicor.